# Peter-Jan Wagemans
Peter-Jan Wagemans (La Haye, 7 septembre 1952) est un compositeur néerlandais.

## Biographie
Wagemans a étudié l'orgue (diplôme en 1974), la composition avec Jan van Vlijmen (diplôme en 1975) et la théorie de la musique (diplôme en 1977) au Conservatoire Royal de La Haye. Après ses études, il a également travaillé avec Klaus Huber à Fribourg-en-Brisgau.
Peter-Jan Wagemans est l'un des fondateurs de l'École de Rotterdam (en). Il enseigne la composition et la théorie musicale au Conservatoire de Rotterdam (en) depuis 1984.
Wagemans a fondé l'Ensemble Doelen néerlandais et depuis quelques années était aussi le directeur artistique du Holland Symfonia (en) basé à Amsterdam.

## Liste partielle des œuvres

### Œuvres orchestrales
- Muziek I (1974)
- Muziek II (1977, rev. 1979)
- Muziek III (1986, rev. 1987)
- Muziek IV (1988)
- Muziek V
- Symphonie no 6, Panthalassa (1994)
- The City and the Angel (1996/1997)
- Symphonie no 7 (1998/1999)
- Moloch (2000)
- Andreas weent (27 février 2011, Symfonia Rotterdam et acteurs, de Doelen Rotterdam)

### Opéras
- Legende - opéra en 7 scènes (2004-2006, création le 2 février 2011, De Nederlandse Opera, Amsterdam)

### Musique de chambre
- Het landschap - pour piano solo (1989/90)
- Concerto - pour 2 pianos (1993)
- Ewig - pour piano et percussion (1993)
- Quatuor à cordes (1997/1998)
- Frage: worauf hoffen? - pour 2 violoncelles (1999)

## Discographie
- 1995 Highlights (Composers' Voice)
- 1997 Het landschap (Attacca Babel)
- 2001 Portrait (Cybele Records)